# Ambitus (diritto romano)
Nell'antico diritto romano, l'ambitus era un crimine di corruzione politica, principalmente il tentativo di un candidato di influenzare l'esito (o la direzione) di un'elezione attraverso la corruzione o altre forme di potere morbido. L'ambitus era il processo di "andare in giro e raccomandare se stessi o i propri protetti al popolo", un'attività soggetta a eccessi non etici. In pratica, portare un'accusa di ambizione contro un personaggio pubblico divenne una tattica preferita per indebolire un avversario politico.

## Definizione
“Andare intorno” (cfr. ambire). È un termine latino che indicava l'abitudine dei candidati di passeggiare al Campo Marzio o presso il Foro al tempo della repubblica. L'obiettivo era di sollecitare i voti degli elettori e farsi così propaganda elettorale per le elezioni alle cariche pubbliche. Recentemente si tende ad accantonare la partecipazione popolare ai comizi/concilia definendola scarsa, tuttavia, si trovano facilmente testimonianze dei comizi affollati. Sull'età arcaica non può esservi grande discussione perché le motivazioni della lotta politica sono il centro della storia del tempo: così il riconoscimento dei diritti plebei per la partecipazione politica paritaria nella civitas repubblicana che si andava costruendo tra V e IV secolo, la lotta sociale per la terra, l'alleggerimento dei debiti, il diritto al giusto processo. Nella fase della nobilitas, anche detta età del consenso, anche se si rivela più sottile e sotterranea la lotta politica sui contenuti non manca. La vita politica era contraddistinta “dalla lotta per il potere, la ricchezza e la gloria”, secondo la classica definizione di Syme e Veyne. La duttilità del sistema clientelare dal II secolo in poi, soprattutto a causa dell'ampliamento della cittadinanza, spiega la lotta politica e la legislazione contro i brogli elettorali. La relazione fra leader a popolo resterebbe in una dimensione simbolica. Dalla tarda repubblica le comunicazioni simbolico rituali si intensificano da parte dei candidati aristocratici alle elezioni.
Dei consigli al candidato, su come raccogliere seguaci, sono offerti nel Commentariolum Petitionis, un libretto ricco di consigli su come allestire una campagna elettorale la cui paternità è dubbia, ma che viene generalmente attribuito a Quintus CICERO, fratello del più celebre Marco. Da quest'opera si può dedurre facilmente che i contatti personali con gli elettori a Roma erano leciti e rappresentavano una consuetudine. Uno dei metodi per sollecitare i voti consisteva nella largitio che poteva anche manifestarsi nell'offerta a fini elettorali di banchetti (indiscriminatamente, e non per la sola tribù del candidato), nelle distribuzioni di carne (viscerationes), nell'organizzazione di combattimenti di gladiatori e di giochi pubblici, nell'allestimento dietro compenso di cortei in occasione del ritorno a Roma di un magistrato che presentava la sua candidatura e addirittura nel riservare posti per gli spettacoli.
Con il tempo, però, la propaganda nel resto dell'Italia e tra i cittadini provinciali, benché legale, fu oggetto di critiche, al punto da essere fissata in reato. L'elemento caratterizzante del reato di crimen ambitus era la lesione della sovranità popolare: attraverso la compravendita di voti, il soggetto incideva sulla volontà comiziale, portando al potere un magistrato che non risultava una libera espressione della volontà popolare. Manifestazione palese di quest'attività di corruzione elettorale era la distribuzione di denaro agli elettori. Queste elargizioni, in alcuni casi, avvenivano attraverso lo strumento dei divisores, funzionari provenienti, singolarmente, dalle diverse tribù, il cui compito era quello di occuparsi delle elargizioni e delle distribuzioni di denaro e derrate. Essi erano parte integrante di un sistema sociale in cui l'evergetismo rivestiva un ruolo fondamentale, perciò la loro funzione non era ritenuta illecita o criminosa. Soltanto nei casi di utilizzo indegno, per la corruzione dei votanti, i divisores venivano considerati strumenti illeciti del potere. Tale utilizzo illecito dei divisores è attestato in due orazioni di Cicerone e nel Commentariolum petitionis. 
Nell'orazione In Verrem Cicerone fa riferimento alla sua candidatura per l'edilità, nel 70 a. C., ostacolata dai traffici di Verre che si servì dell'aiuto dei divisores. Essi erano stati ingaggiati, dietro lauta ricompensa, per far sì che Cicerone non venisse eletto; il loro compito sarebbe stato quello di distribuire somme di denaro agli elettori per influenzarne il voto. 
È attestata, inoltre, la pratica di calunniare i propri avversari politici. Nella Pro Murena Cicerone dovette difendere, insieme a Gaio Antonio Ibrida, il console designato nelle votazioni del 63 per il 62, Lucio Licinio Murena, dall'accusa di ambitus. Sulpicio Rufo accusò, insieme a Gaio Postumo e a Marco Catone, Murena di broglio elettorale sulla base della recente Lex Tullia de ambitu 64 a.C.. In particolare uno degli accusatori, Gaio Postumo, chiedeva spiegazioni sulle somme trovate in possesso dei distributori di denaro. Tuttavia, proprio il paragrafo contenente la risposta a quest'accusa manca, sostituito dal solo titolo “DE POSTUMI CRIMINIBUS, DE SERVI ADULESCENTI”. 
Nel finale del Commentariolum petitionis Quinto ritiene che, incutendo paura ai compratori di voti e fermando i divisores, si potrebbe aspirare ad una politica priva di corruzione.
Le vicende narrate in merito alla questione dell'ambitus portano alla luce la necessità di istituire una quaestio perpetua per reprimere le pratiche di questo illecito accaparramento di voti. A tutela della necessità fondamentale della democrazia di salvaguardare la libertà di espressione dei suffragi vengono emanate una serie di leggi. 
A partire dal V secolo a.C. ha inizio un lungo processo legislativo che va dal discusso plebiscito del 432 a.C. sullo sbiancamento delle toghe a tutta la complessa legislazione del I secolo a.C.
In generale non si può dire che i tentativi di sradicamento di questa attività siano andati a buon fine; fu solamente sotto l'impero, con la diretta influenza del principe, terminò la partecipazione politica attiva e, di conseguenza, furono drasticamente ridotti i crimini di ambitus: i comizi furono trasferiti da Tiberio dal Campo Marzio al senato, e l'ambitus non si presentò più se non nello spazio ristretto delle elezioni municipali.

## Plebiscito del 432 a.C.
Le informazioni più antiche riguardanti l'ambitus le ritroviamo in Tito Livio e un primo elemento da considerare è l'episodio del 432 a.C. in cui i tribuni chiesero e fecero approvare un provvedimento che vietava lo sbiancamento della toga: 
(Livio, 44, 25, 13)
Fascione esclude che tale provvedimento possa essere stato una legge comiziale, poiché i patrizi avrebbero esercitato su di esso il loro peso politico; sembra opportuno, invece, considerarlo un plebiscito, tenendo conto, dato il periodo, della non validità per l'intero popolo romano. In generale non c'è molta chiarezza sulla sua reale natura e, in taluni casi, sulla sua esistenza, alcuni ritengono che possa essere un'anticipazione della Lex Poetelia. 
Livio non parla specificatamente di ambitus perché non siamo dinnanzi ad una norma de ambitu, bensì essa fu un primo, effimero, tentativo legislativo di delimitare teoricamente un'azione considerata eccessiva: sbiancare la toga. Si riteneva che l'utilizzo della toga candida fosse un modo per ostentare se stessi e mettersi in evidenza ricorrendo ad un mezzo materiale e, quindi, non paritario in quanto non possibile a tutti. 
In questa prima fase con il concetto di ambitus non si intende il reato di broglio elettorale, così come sarà in età medio e tardo repubblicana, bensì con la legislazione de ambitu si cercava di limitare l'ingresso degli homines novi nella nobilitas.

## Lex Poetelia de ambitu – 358 a.C.
Una prima importante legge contro il reato dell'ambitus fu la Lex Poetelia de ambitu risalente al 358, quando il tribuno della plebe Caio Petelio presentò, su autorizzazione del senato, una rogatio diretta contro coloro che erano soliti girare le piazze e i mercati per farsi propaganda durante la campagna elettorale. 
(Liv., 7, 15, 11)
È il primo caso noto in cui venga citato il termine ambitus e, soprattutto, comincia ad essere delineata con chiarezza l'idea di un'azione criminosa specifica: il candidato che durante la campagna elettorale va in giro nei mercati e nelle piazze, luoghi affollati, alla ricerca di voti. Tito Livio dà alla vicenda un'interpretazione personale affermando come fosse esplicito volere del Senato la promulgazione di una legge di tal natura, cioè in grado di porre un argine all'ambitio degli homines novi che, secondo il Senato, pur di accedere alle magistrature erano disposti a compiere gli atti più criminosi.
Risulta paradossale che a farsi promotori di questa legge fossero proprio i tribuni della plebe, la cui natura istituzionale implicava un atteggiamento favorevole verso la plebe, mentre qui, apparentemente, le si sta agendo contro. In realtà la rogatio del tribuno la si può comprendere solo se analizza l'ampia stratificazione censitaria all'interno della plebe e di come esistesse un'ampia fascia di plebei ricchi che, in virtù del censo, avevano accesso alle cariche magistratuali. È per gli interessi di costoro, parte integrante della nascente nobilitas, che si spiega la Lex Paetelia, il cui fine ultimo era proprio quello di arginare l'ascesa di altri homini novi che avrebbero in tal modo intaccato la conduzione quasi oligarchica del potere. Si tratta di una misura di tutela della vecchia nobilitas e i tribuni della plebe, tappa centrale del cursus honorum, erano parte integrante di essa.

## Lex Cornelia- Bebia de ambitu – 181 a.C.
Nella stessa ottica della Lex Poetelia de ambitu, la Lex Cornelia Baebia de ambitu del 181 a.C. prevedeva l'ineleggibilità per dieci anni del condannato. Anche su questa legge non ci sono notizie esaustive ed è tuttora studiato il rapporto tra la Lex Baebia de ambitu e la Lex Baebia de praetoribus, sempre del 181 a.C., che stabiliva l'elezione ad anni alterni di quattro pretori invece che sei.
(Liv., 40, 44)
La regolamentazione delle elezioni dei pretori rispondeva al bisogno da parte della nobilitas di tenere a freno l'eccessivo ricambio nelle magistrature maggiori, nello specifico si cercava di ottenere due risultati: il primo era quello di diminuire il numero degli aspiranti alla pretura e il secondo, conseguenza del primo, far diminuire i possibili candidati al consolato. Inoltre considerando che la rogatio fu proposta su invito del senato, si comprende ancor di più che il fine ultimo della Lex Baebia de praetoribus fosse quello di frenare l'ascesa delle fasce emergenti della popolazione, avvalorando ancor di più l'ipotesi dell'identificazione delle due leggi e l'idea di ambitus come legislazione di salvaguardia della nobilitas.

## Leggi incerte
Livio accenna ad una lex de ambitu del 159 a.C.:
(Liv., Epit., 47)
Non ne specifica né i proponenti e né il contenuto. Essa viene attribuita ai consoli di quell'anno Gneo Cornelio Dolabella e Marco Fulvio Nobiliore e prevedeva, presumibilmente, l'estromissione del colpevole dalle cariche pubbliche per dieci anni. Rotondi identifica questa legge con il nome di lex Cornelia Fulvia de ambitu e legittima la sua promulgazione, con un testo normativo che prevede una pena identica alla lex Baebia de ambitu del 181 a.C., con l'inefficacia e l'inadempienza della precedente legge. 
Sia Mommsen che Rotondi mettono in dubbio la presunta esistenza di una lex Cornelia Sullae de ambitu, che teoricamente avrebbe inasprito la pena relativa all'ambitus, ma di cui non si conosce il contenuto. La confusione sorge dal passo degli Scholia Bobiensia in cui viene ribadita la pena comminata al reato, cioè l'estromissione dalle cariche per dieci anni; passo erroneamente ricondotto alla lex Cornelia Sullae, ma che Fascione, invece, riconduce alla lex Cornelia Fufia del 159 a.C.

## Processo di Mario
La prima importante attestazione di un processo per ambitus, inteso esclusivamente come broglio elettorale, è la vicenda relativa alla candidatura nel 115 a.C. di Caio Mario alla pretura. Al riguardo la fonte principale è Valerio Massimo, che afferma:
(Valerio Massimo, 6, 9, 14.)
L'accusa che gli viene mossa è chiara: aver ottenuto la pretura facendo largo uso della corruzione. La vicenda viene narrata da Plutarco in maniera più approfondita e dettagliata rispetto a Valerio Massimo. Egli ci informa di come durante la fase istruttoria del processo furono ascoltati Gaio Erennio e Cassio Sabacone: il primo si rifiutò di deporre adducendo come scusa il fatto che la sua famiglia avesse sempre esercitato il patronato nei confronti di quella di Mario, nonostante lo stesso Mario lo inducesse invano a parlare. Sabacone era, invece, chiamato a difendersi dal fatto che due dei suoi schiavi fossero stati visti nei recinti tra quelli prossimi a votare, accusa a cui egli rispose dicendo che gli schiavi erano lì per porgergli da bere. Alla fine Mario, nonostante la giuria gli fosse contraria ottenne l'assoluzione, in quanto i voti, negativi e positivi, si equivalsero. 
L'importanza delle due fonti, al di là del fatto che ci forniscono ampi particolari sulla vicenda, sta nella possibilità di dedurre da esse l'esistenza di una quaestio perpetua de ambitu. Mommsen, pur ignorandone la data e il nome dei rogatori, ritiene certa l'esistenza di una legge che abbia istituito, sull'esempio della Lex Calpurnia de repetundis, la quaestio perpetua de ambitu. 
Mettendo in relazione il 149 a.C., data della lex Calpurnia de repetundis, e il 115 a.C., anno in cui Mario fu giudicato nella quaestio perpetua de ambitu, risulta chiaro che tale quaestio fosse stata istituita in tale intervallo di tempo.

## Lex Calpurnia de ambitu – 67 a.C.
Il 67 a.C. fu l'anno della Lex Calpurnia de ambitu, normativa mediata di una contrastata polemica sui brogli elettorali che aveva visto come protagonisti il tribuno della plebe Caio Cornelio, il senato e i consoli Acilio Glabrione e Calpurnio Pisone. Cassio Dione riporta l'intera vicenda: 
(MOMMSEN T., Le droit pénal romain, traduzione di DUQUESNE, v. 3, Paris, 1907, p. 196.)
Il tribuno Caio Cornelio emerge come una personalità fortemente critica nei confronti della situazione politica e durante la sua carica più volte ebbe motivo di entrare in contrasto con il senato: con una legge aveva vincolato i pretori ad attenersi scrupolosamente al loro editto, pur di evitare comportamenti eccessivamente autonomi; si era, inoltre, opposto alle angherie perpetrate ai danni dei legati stranieri, manovra altrettanto disapprovata dal senato. Questa linea politica, rigorosa e garantista, spiega il perché egli abbia ritenuto necessario opporsi anche alla corruzione elettorale. 
La proposta di legge del tribuno prevedeva pene molto severe nei confronti dei corruttori e colpiva anche i divisores, intesi come veri e propri strumenti della corruzione. Il senato ritenne la proposta eccessiva e attraverso un senatus consultum rese possibile la rogatio di un altro disegno di legge, più moderato, sostenuto dai due consoli Acilio Glabrione e Calpurnio Pisone. L'azione dei due consoli e del senato non è sostenuta dalla volontà e dalla fermezza di frenare la corruzione, bensì dalla necessità di opporsi ad un disegno di legge eccessivamente severo.
Alla fine prevalse proprio la rogatio dei due consoli, che prese il nome di Lex Calpurnia de ambitu e che prevedeva l'interdizione perpetua dalle magistrature e il pagamento di una pena pecuniaria. Non si fa riferimento ai divisores, ma in Asconio, uno dei tanti commentatori di Cicerone, si parla della cacciata di Calpurnio Pisone dal foro dopo la violenta protesta dei divisores e ciò lascia intendere che questi ultimi siano stati in parte toccati dal provvedimento. È significativo che anche l'allestimento di pranzi pubblici, insieme alle ovvie elargizioni di denaro o all'uso indiscriminato della violenza e del ricatto, costituiva aperta violazione della legge.

## Lex Tullia de ambitu – 63 a.C.
La legge fu proposta da Marco Tullio Cicerone, durante il suo consolato, per inasprire le disposizioni sull'ambitus. Cicerone stesso racconta di aver partecipato all'attività di legiferazione in alcune delle sue opere:
(CICERO M. T., Due scandali politici (Pro Murena, Pro Sestio), introduzione di Giovanni Ferrara; traduzione di Camillo Giussani; premessa al testo e note di Salvatore Rizzo, Milano, 1988.)
La Lex Tullia vietava ai candidati, nel biennio anteriore alla candidatura, di dare giochi gladiatorii, salvo che per obbligo testamentario. Confermò le decisioni prese con la legge Acilia Calpurnia aggiungendo un esilio di dieci anni per i colpevoli del crimine di ambitus “con la mia legge ho punito con l'esilio il broglio elettorale” ; minacciò, inoltre, pene contro gli iudices quaestiones che cercassero di sottrarsi al loro ufficio, forse vietò anche che si proponessero le candidature di assenti. Questa legge, tuttavia, fu impunemente violata da Pompeo in favore di Afranio. Le informazioni in merito a questa legge sono tramandate dallo stesso Cicerone nella sua orazione contro Vatinio del 56. 
A distanza di un solo anno dall'approvazione di questa legge, Cicerone si trovò a dover difendere Lucio Licinio Murena, suo amico, che nel frattempo era diventato console, secondo l'accusa del suo avversario politico Servio Sulpicio Rufo, proprio attraverso la corruzione nella competizione elettorale.

## Rogatio Aufidia de ambitu - 61 a.C.
Secondo questa rogatio la semplice promessa di denaro restava impunita. Soltanto alla datazione effettiva corrispondeva una multa di 3000 HS all'anno da pagare a ciascuna tribù. Questa proposta andò a vuoto perché fu rogata nel tempo già fissato per i comizi elettorali.

## Lex Pompeia de vi et de ambitu - 52 a.C.
Entrambe le leggi furono proposte da Gneo Pompeo Magno e passarono contemporaneamente. La legge de vi introdusse nuove disposizioni sulla quaestio de vi, semplificando la procedura e aggravando le pene della lex Plautia (78-63 a. C.), regolò il crimen vis introducendo una quaestio.
La legge de ambitu è opinione diffusa che fosse un tutt'uno con la legge de vi, ma dal testo di Asconio sembrano diverse, sebbene votate insieme. Essa fu una legge di carattere più generale che sostituì la lex Tullia del 63 a.C.. Non è noto in quale misura inasprisse la pena: si sa che conteneva delle norme sul numero, il sorteggio e la ricusazione dei giudici, la durata delle arringhe e l'audizione dei testi. Entrambe le leggi erano destinate a reprimere i delitti di Milone e dei suoi complici, istituendo una procedura e una pena speciali, conformate alle idee degli antichi che confondevano la giustizia, la politica e l'amministrazione e sottomettendole tutte alla sovranità del popolo. Sembra che la legge Pompeia de ambitu nel suo fulcro distinto da quello de vi, ebbe una vita duratura. Essa modificò in senso rigoroso la procedura e la penalità, e permise di perseguire i crimini di ambizione, compiuti nei vent'anni precedenti al consolato di Pompeo. Essa ebbe anche altre conseguenze politiche più gravi che precipitarono la caduta della repubblica.

## Lex Iulia de ambitu - 18 a.C.
Questa legge di Augusto fu portata nei concilia plebis in virtù della potestà tribunicia assegnata al Principe, il quale diveniva così inviolabile. La lex Iulia puniva le parti che visitavano il loro giudice, e forse anche il giudice che visitava esse. Stabilì multe per la corruzione e l'aqua et igni interdictio per le violenze; inoltre escluse il colpevole dalle cariche per cinque anni. Dopo un giurisconsulto, di cui un brano del Digesto prodotto da Modestino non fa che riprodurre un frammento, la pena sarebbe consistita in un'ammenda. Cessata l'elezione comiziale dei magistrati in città questa legge sarà applicata solo alle magistrature municipali.

### Fonti antiche
- CICERO M. T., Due scandali politici (Pro Murena, Pro Sestio), introduzione di Giovanni Ferrara; traduzione di Camillo Giussani; premessa al testo e note di Salvatore Rizzo, Milano, 1988.
- CICERO M. T., Il processo di Verre, Milano, 1992.
- CICERO M. T., Pro Murena in Commentariolum petitionis, a cura di Paolo Fedeli, Salerno, 2006
- DIO CASSIUS, Storia romana, introduzione, traduzione e note di NORCIO G., Milano, 1995.
- LIVIUS, Storia di Roma dalla fondazione, a cura di MAZZOCCATO G. D., introduzione di CATAUDELLA M. R., Roma, 1997.
- PLUTARCHUS, Vite di Plutarco, introduzione di BARIGAZZI A., v. 6, Torino, 1992-1998.
- VALERIUS MAXIMUS, Detti e fatti memorabili, a cura di Rino Faranda, Torino, 1971.